# Citronella sarmentosa
Citronella sarmentosa är en järneksväxtart som först beskrevs av Henri Ernest Baillon, och fick sitt nu gällande namn av Howard. Citronella sarmentosa ingår i släktet Citronella och familjen Cardiopteridaceae. Utöver nominatformen finns också underarten C. s. lucidula.